# Muntanyes sagrades
Les muntanyes sagrades són el centre de certes religions i són objecte de moltes llegendes. Per a moltes, l'aspecte més simbòlic d'una muntanya és el pic perquè es creu que és més a prop del cel o d'altres mons religiosos. Moltes religions tenen tradicions centrades en muntanyes sagrades, que o bé són o es consideren sagrades (com el mont Olimp en la mitologia grega) o estan relacionades amb esdeveniments famosos (com el mont Sinaí en el judaisme i les seves religions descendents). En alguns casos, la muntanya sagrada és purament mítica, com la Hara Berezaiti en el zoroastrisme. Els volcans, com el mont Etna de Sicília, també es consideren sagrats (l'Etna sent la llar de Vulcà en la mitologia romana).

## Pràctiques i mites antics

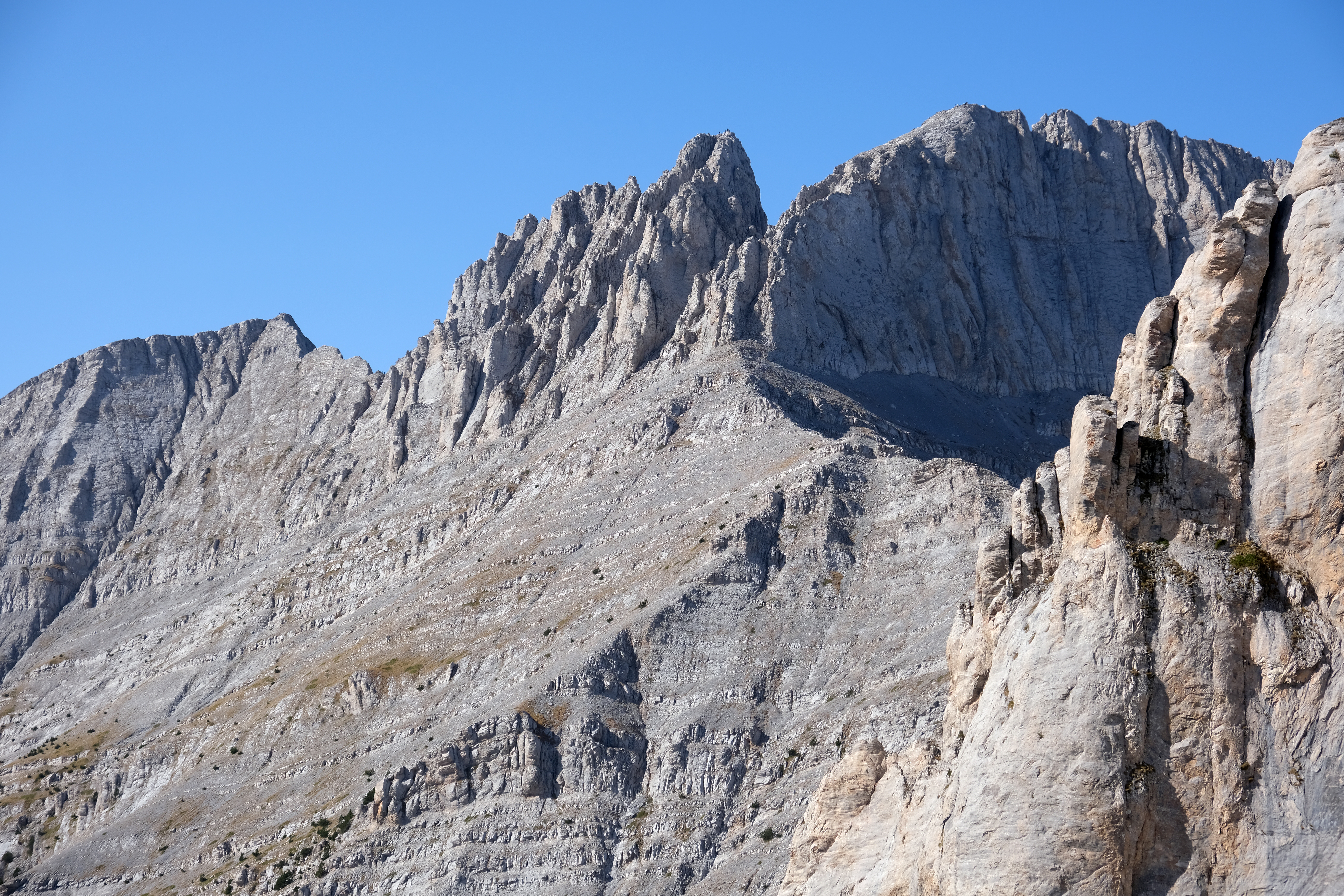
Mont Olimp

El mont Olimp és el cim de muntanya més alt de Grècia. Era considerat la llar dels déus grecs, els dotze olímpics del món hel·lenístic. També es considerava el lloc de la Guerra dels Titans (Titanomàquia), on Zeus i els seus germans van derrotar els Titans.
El mont Othrys és una muntanya de la Grècia central; es creu que fou la llar dels titans durant la guerra de deu anys amb els déus del mont Olimp.
El mont Ida, també conegut com a Muntanya de la Deessa, fa referència a dues muntanyes específiques: una a l'illa grega de Creta i l'altra a Turquia (abans coneguda com a Àsia Menor).
El mont Ida és la muntanya més alta de l'illa de Creta, és la muntanya sagrada de la Titànide Rea, també coneguda com la mare dels déus grecs. Es creu, així mateix, que és la cova on va néixer i créixer el déu grec Zeus.
L'altre mont Ida es troba al nord-oest de Turquia, al costat de les ruïnes de Troia (en referència al període hel·lenístic). La muntanya estava dedicada a Cíbele, la versió de Frigià (actual Turquia) de la Terra Mare. Cíbele era la deessa de les cavernes i les muntanyes. Hi ha qui s'hi refereix com a “Gran Mare” o “Mare de la Muntanya”. Es diu que la mítica Guerra de Troia va tenir lloc al mont Ida i que els déus es van reunir a la muntanya per observar la lluita èpica. El mont Ida a Turquia també està representat en moltes de les històries de l'autor grec Homer, en la Ilíada i l'Odissea.
El mont Atos, situat a Grècia, també es coneix com a Muntanya Santa. Té grans connexions històriques amb la religió i la mitologia clàssica. En les formes del cristianisme catòlic i ortodox oriental, es creu que després de l'ascensió del Senyor, la Mare de Déu desembarcà a l'illa i arribà a un temple pagà. Va ser allà on els practicants pagans es van convertir del paganisme al cristianisme. La Mare de Déu després beneí la terra i la va reclamar com a pròpia.
En la mitologia clàssica, el mont Atos rep el nom del gegant traci que lluità contra Posidó, Déu del Mar, durant el conflicte dels titans i els déus. També es diu que l'historiador grec va rebre la tasca de crear un canal per la muntanya després del fracassat viatge del líder persa, Xerxes. Amb el pas del temps, Alexandre el Gran s'ha associat a la muntanya. El mite diu que l'arquitecte romà Dinòcrates havia volgut tallar la figura d'Alexandre el Gran a la part alta de la muntanya en homenatge seu.
Els antics inques mostraven una connexió amb la mort i les seves muntanyes. Els erudits saben que els inques intuïen un profund dipòsit d'espiritualitat al llarg de la serralada. Situant els seus pobles a les muntanyes, van sentir que aquests llocs actuaven com a portal dels déus. Anualment es realitzaven sacrificis infantils rituals, anomenats capachochas, on el regal més preuat que es podia donar (vida humana innocent, impecable, perfecta) seria sacrificat als déus. Les víctimes del sacrifici desfilaven vives per les ciutats, amb múltiples festivals i festes. El destí final seria el cim d'algunes de les muntanyes més altes properes als seus pobles, deixant que aquests sacrificis es congelessin a la neu. Aquests es produirien en grans èpoques d'angoixa, en èpoques de fam, períodes de guerra violents i fins i tot en temps de canvi polític. Aquesta connexió amb la muntanya com a espai sagrat és primordial. No hi hauria cap altre lloc que fos suficient o acceptable perquè els déus acceptessin aquests regals. No és una sorpresa ni una coincidència que els seus honrats morts fossin col·locats als cims més alts de les muntanyes per expressar la connexió compartida entre la muntanya sagrada, els déus i els morts.

## Creences indígenes modernes

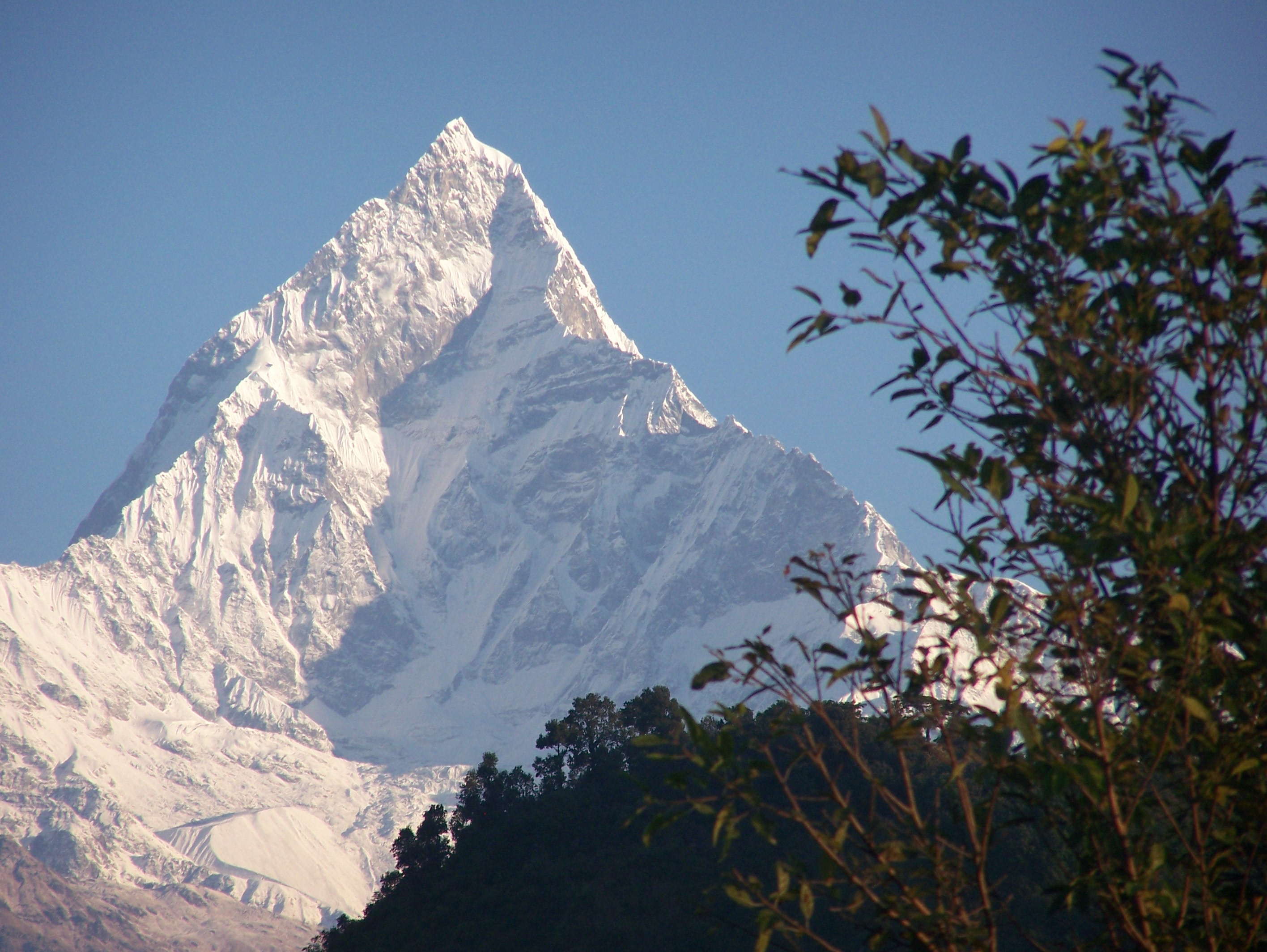
Machapuchare, una muntanya sagrada nepalesa

Diverses cultures d'arreu del món continuen adorant algunes muntanyes. N'és un exemple el Taranaki dels pobles de Nova Zelanda. A Corea, la gent ha mantingut formes antigues d'adoració dels esperits de muntanya. Si bé en realitat no adoraven la terra pròpiament, els déus associats a aquest culte s'uneixen a la terra. Aquests esperits són entitats femenines a les quals la gent ret homenatge mentre passa per les muntanyes, demanant bona sort, protecció i fertilitat. Una altra de les seves funcions més importants és protegir els morts. El Ponhyangsansin és un esperit guardià que protegeix el lloc de les fosses del clan al poble. Cada dea de la muntanya té una història lligada als seus relats de guerra contra el Japó i al llegat històric dels seus emperadors. Cada esperit va aprendre lliçons difícils i va patir algun tipus de dificultat. Aquests llegats de les muntanyes serveixen com una mena de monument a la història de Corea.
Al Japó, la muntanya Kōya-san és la llar d'un dels conjunts de monestirs budistes del país. Fou fundada per Kukai, que també és conegut com a Kobo Dashi i es considera un famós místic errant; els seus ensenyaments són famosos en tot el Japó i és una figura important en la formació de la cultura japonesa. Els budistes creuen que Kobo Dashi no ha mort, sinó que despertarà i ajudarà a aportar il·luminació a totes les persones, al costat de Buda i altres bodhisattva. Es creu que se li va mostrar el lloc sagrat per construir el monestir per un déu del bosc; aquest lloc és actualment la ubicació d'un gran cementiri que està flanquejat per 120 temples budistes esotèrics. Aproximadament un milió de pelegrins visiten el mont Kōya-san a l'any. El mont Fuji, conegut com a Fuji-san en japonès, és una altra muntanya sagrada del Japó. Alguns temples xintoistes flanquegen la seva base, i tots reten homenatge a la muntanya. Una creença comuna és que Fuji-san és l'encarnació de l'esperit de la Terra. La secta Fuki-ko sosté que la muntanya és un ésser sant i la llar de la dea Sengen-sama. Les festes anuals del foc s'hi celebren en honor seu. Fuji-san també és lloc de les peregrinacions. Segons consta, 40.000 persones pugen al cim cada any.
El mont Kailash del Tibet és un lloc sagrat per a cinc religions: budisme, jainisme, hinduisme, Bon (una religió tibetana nadiua d'abans del budisme) i les religions Ayyavazhi. Segons alguna tradició hindú, el mont Kailash és la llar de la divinitat Xiva. En la religió hindú, el mont Kailash també té un paper important en el viatge de Rama en l'antiga èpica sànscrita Ramayana. Els budistes consideren que el mont Kailash és la llar de Samvara, una deïtat guardiana i una representació del Budai que la muntanya té poders sobrenaturals capaços de netejar els pecats de qualsevol persona. Els seguidors del jainisme creuen que Kailash és el lloc on el fundador del jainisme arribà a la il·luminació. La religió Bon ensenya que el mont Kailash és la llar d'una dea del vent.
El mont Meru és una muntanya de les més altes de la Terra. En la religió hindú, es creu que Meru és la llar del déu Brahma, el pare de l'espècie humana i de tots els semidéus produïts després. La cosmologia índia creu que el sol, la lluna i les estrelles giren al voltant del mont Meru. El folklore suggereix que la muntanya es va aixecar del terra perforant els cels i donant-li al món i al cel el "melic de l'univers".
Segons la Torà i, per tant, l'Antic Testament de la Bíblia, el Sinaí és el lloc on Moisès va rebre els manaments directament de Déu. Les tauletes formen l'aliança, que és una pedra central de la fe jueva. El monestir de Santa Caterina es troba als peus del Sinaí. El fundà l'emperadriu Helena, mare del primer emperador romà cristià, Constantí. Es va completar sota el domini de Justinià dos segles després. El monestir fou visitat pel profeta Mahoma, que el va beneir i va prometre "que seria estimat pels musulmans de tots els temps". Avui, el monestir acull un grup de monjos ortodoxos grecs, a més d'una gran col·lecció d'art romà d'Orient, manuscrits, icones i llibres il·luminats; la col·lecció d'icones és una de les més antigues del món.
Els navahos tenen un fort sistema de creences pel que fa al món natural i sobrenatural i creuen que els objectes tenen una qualitat sobrenatural. Per exemple, consideren que les muntanyes són sagrades. Hi ha quatre pics, que creuen que tenen aspectes sobrenaturals. Les muntanyes representen les fronteres de la seva terra originària. Les serralades inclouen el mont Taylor, els cims de San Francisco, el pic Blanc i el pic Hesperus, situat a les muntanyes de La Plata.
Cada muntanya o cim és representatiu d'un color, d'una direcció i es correlaciona amb un fenomen de llum relacionat amb el sol. Direccionalment, les muntanyes es descriuen en un moviment en sentit horari després del moviment del sol començant per la muntanya oriental del pic Blanc. El pic Blanc s'associa al color blanc i a l'"home de l'alba" referint-se a la sortida del sol. Al costat, al sud hi ha el mont Taylor, que s'associa al color blau i a l'home “Horitzontal Blau”, referit al dia. A l'oest hi ha els pics de San Francisco, que són representatius del color groc i de la "Dona Groc Horitzontal" i s'associa amb la posta de sol. I, finalment, al nord es troba el pic Hesperus de les muntanyes de La Plata, que té el color negre i pertany al fenomen lluminós de la "Dona Tenebra", que representa la nit.

## Identitat comunitària
La història demostra que les muntanyes formaven part generalment d'un complex sistema de culte a les muntanyes i als avantpassats. Es podria explicar la història dels avantpassats simplement assenyalant muntanyes concretes i recordant les històries que s'havien transmès al llarg de les generacions. El culte als avantpassats i a les muntanyes eren en gran part inseparables.
Exemples d'això serien la creença hindú que el mont Kailas és el lloc de descans final per a les ànimes dels morts, així com el gran cementiri situat al mont Kōya-san.
Les muntanyes sagrades també poden proporcionar un element important d'identitat cultural. Per exemple, Messerli i Ives escriuen: "El poble armeni considera el mont Ararat, un volcà a l'est de l'actual Turquia, el lloc de l'arca de Noè de la Bíblia, i símbol de la seva identitat natural i cultural".
Algunes comunitats prohibeixen certes activitats a prop de la muntanya, especialment si es considera que aquestes activitats són potencialment destructives per a la muntanya sagrada.

## Pelegrinatges
Fins a la data, Kailash no s'ha escalat mai, en gran manera a causa del fet que la idea de pujar la muntanya és vista com un sacrilegi. En canvi, els veneradors s'inicien en un pelegrinatge conegut com a kora, que consisteix en un camí de 32 milles que envolta la muntanya, que sol trigar cinc dies amb poc de menjar i d'aigua. Per als budistes i els hindús, el pelegrinatge es considera un moment important en la vida espiritual d'una persona. Olsen escriu: "Es creu que un circuit esborra tots els pecats, i 108 circuits asseguren la il·luminació".
Les muntanyes sagrades sovint són vistes com a lloc de revelació i inspiració. El mont Sinaí n'és un exemple, ja que aquest és el lloc on es revela l'aliança a Moisès. El mont Tabor és on se suposa que Jesús va revelar que era el Fill de Déu. Es diu que Muhammed va rebre la seva primera revelació al mont Hira.
Els membres de la Societat Aezeriana fan pelegrinatges a 19 muntanyes de tot el món, que descriuen com a "muntanyes sagrades".

## Conservació
Les muntanyes sagrades són sovint vistes com la font d'un poder que ha de ser venerat. Sovint, això significa que l'accés a la muntanya és restringit. Això podria donar lloc a la prohibició de l'escalada d'una muntanya sagrada (com és el cas del mont Kailas). A causa del respecte que concedeix el poder sagrat d'una muntanya, moltes zones han estat declarades fora de límit per a la seva construcció i es conserven. Per exemple, s'ha conservat una gran quantitat de bosc a causa de la seva proximitat al mont Kōya-san. A més, les muntanyes sagrades poden ser vistes com la font d'una cosa vital, com aigua, vida o curació. El paper del mont Kailas com a font de quatre grans rius se celebra a l'Índia i se suma a la seva posició com a lloc sagrat, sobretot tenint en compte la posició sagrada del riu Ganges en la seva cultura. Això també crea una sensació de puresa de les fonts de la muntanya sagrada i fa que la gent protegeixi els corrents de la contaminació.
Els punts de vista de la conservació i la sacralitat esdevenen problemàtics quan es tracta de poblacions diferents. Quan s'observa la muntanya sagrada de la vall de Sacramento als Estats Units, queda clar que els mètodes i les opinions s'estenen sobre pobles molt diferents. El mont Shasta era venerat per la tribu nadiua nord-americana wintu, un monument permanent per als individus de la seva història cultural. Aquesta visió delimitada de les muntanyes sagrades canvià dràsticament durant els anys 1800. La glòria de Shasta s'havia estès a diverses regions del món, comunitats de religions diferents que feien el seu pelegrinatge fins als cims d'aquesta muntanya. La tribu wintu ja no en tenia el monopoli de la sacralitat. N'hi havia d'altres que hi afegien nous rituals i en modificaven els antics. Amb l'arribada de les noves tecnologies, es volgué convertir aquesta muntanya en una estació d'esquí; s'alçaren, però, veus de tot el món demanant la preservació d'aquesta bella muntanya. Gairebé cada dia diferents pràctiques religioses com el bany nu, el campament amb cristalls màgics, el ioga i molts grups "quasi cristians", com el I AM, es dirigeixen al cim d'aquesta muntanya. Amb aquesta activitat, els camins de muntanya s'agrupen, s'aglutinen i s'aborden. L'existència d'aquests camins provoquen erosió i una lenta degradació de la muntanya. La tribu wintu hi ha manifestat la seva preocupació i ha demanat suport del govern per regular les activitats practicades a la seva muntanya dient que "estan molests per la falta de respecte" mostrada en aquest terreny. S'ha debatut molt si els llocs més vulnerables i “desitjables espiritualment” de la muntanya haurien de ser tancats i mantinguts només per la tribu wintu, que veuen aquesta terra com un cementiri sagrat dels seus avantpassats, o bé oberts a tots els que busquen la realització espiritual tals com el grup actual del I AM.

## Llista de muntanyes
- Áhkká: considerat pel poble sami una muntanya sagrada.
- Mont Aqraa: (Zafó).
- Mont Akhun: la muntanya sagrada d'Ubykhia.
- Mont Ararat: presumptament per alguns com el lloc de l'arca de Noè i sagrat per a l'Església apostòlica armènia.
- Arunachala.
- Mont Atos: també conegut com la Muntanya Santa, a Grècia.
- Black Hills.
- Burkhan Khaldun: província de Khentii, Mongòlia.
- Mont Carmel.
- Massís de Ceahlău: el cim més important n'és Toaca (a 1.904 metres d'altitud).
- Croagh Patrick: Mayo, Irlanda.
- Jabal al-Nour.
- Emei Shan: Xina.
- Muntanya Damavand.
- Everest.
- Mont Fuji: Japó.
- Mont Gerizim, la ubicació de les Santes de les Santes per Déu als samaritans.
- Mont Graham: considerat pels apatxes com a sagrat. Lloc de batalla judicial entre l'Observatori del Vaticà i els apatxes.
- Hua Shan: Xina.
- Huang Shan: Xina.
- Kailash: sagrat per a l'hinduisme, el budisme, el jainisme i el Bon.
- El mont Kenya: sagrat tradicionalment per a l'ètnia Kikuyu de Kenya.
- Mont Kilimanjaro: sagrat per als xaga, que creuen que hi resideix el déu Ruwa al cim.
- Mont Kinabalu: conegut com a "Aki Nabalu", que significa 'lloc reservat dels morts". Aquesta muntanya es considera molt sagrada, especialment per als habitants locals de Kadazan-Dusun que viuen a Sabah, Malàisia.
- Laoshan.
- Mauna Loa i Mauna Kea: es creia que les erupcions volcàniques provenien de la dea hawaiana del foc (Pele) quan discutia amb els seus germans.[15]
- El mont Paektu: sagrat per a tots els coreans, també un tema del culte nord-coreà a la personalitat, Corea del Nord i la Xina.
- Machu Picchu: Huayna Picchu i altres muntanyes eren sagrades per als habitants inques.
- Nanda Devi: a l'Índia, muntanya també coneguda com a Dea Feliç; és considerada la llar de la dea Nanda Devi pels hindús.
- Els monts Makiling, Arayat i Lantoy, de les Filipines, i els seus protectors; Maria Makiling és la protectora del mont Makiling.
- Mont Miwa: Japó.
- Mont Murud: la muntanya més alta de Sarawak; considerada per la gent de Lun Bawang com a muntanya santa en la seva fe cristiana.
- Mont Banahaw i mont Sant Cristòfol: el lloc més sant de les Filipines, també anomenat muntanya Yin i Yang.
- Mont de les Oliveres.
- Phnom Kulen.
- Mont Sahand.
- Mont Shasta.
- Mont Sinaí.
- Mont Sulayman.
- Mont Tacoma: (ara anomenat mont Rainier), és un volcà decadent a l'estat de Washington. Alguns mites indígenes tribals envolten el Tacoma, des dels mites creatius en què rescata els nadius de la inundació[16] fins a ser un "pit matern" que nodreix la terra amb aigua dolça.[17]
- Tai Shan: Xina.
- Teide: muntanya sagrada dels guanxes aborígens de les Illes Canàries.
- Mont del Temple.
- Jabal Thawr: la cova de la muntanya on el profeta islàmic Muhammad i el seu company Abu Bakr es van amagar del Quraix durant la migració cap a Medina.
- Uluru: també conegut com a Ayers Rock, Austràlia.
- Vesubi.
- Wudang Shan: Xina.
- Mont Sió.
- Mont Ecclesia: una mesa alta amb un temple solar sant, rep cerimònies de curació espiritual i un registre de visions espirituals.